# Pierre-Jean Bozo
Pour les articles homonymes, voir Bozo.
Pierre-Jean Bozo, né le 23 octobre 1956 à Strasbourg, est un homme d'affaires et patron de presse français.

## Biographie
Il est diplômé de l'École supérieure de commerce de Dijon-Bourgogne. Il a également un DESS de sciences économiques, un DESS de droit des affaires et un diplôme d'expertise-comptable.
Il commence sa carrière chez Nielsen, puis rentre dans le cabinet d'expertise-comptable Peat Marwick Mitchell dont il devient directeur.
En 1987, il intègre Groupe Hersant Média, où il redresse la situation économique du journal L'Union de Reims, puis celle de Paris-Normandie.
En 1995, il rentre au journal Libération, qu'il redresse également : Libération redevient rentable très rapidement, dès 1996. Il acquiert une réputation dans le domaine de la restructuration, de la baisse des coûts, de la stratégie financière,.
En 1996, il rentre chez Socpresse et y conduit plusieurs opérations : restructuration et cession de France-Soir, jonction entre Nord Éclair et La Voix du Nord, redynamisation de Presse-Océan », etc. Entre 2000 et 2003, il préside le groupe NRJ.
De janvier 2004 à septembre 2012, il est le président et directeur de la publication française du quotidien gratuit 20 Minutes. Son départ fait suite à un désaccord stratégique, Pierre-Jean Bozo menant une politique d'investissement et d'expansion du quotidien,.
Le 1er octobre 2013, il devient le directeur général de l'Union des annonceurs (UDA).
En 2017, l'UDA annonce qu'il quitte ses fonctions au sein de l'association pour se consacrer à des « projets entrepreneuriaux ». Pierre-Jean Bozo est par ailleurs vice-président du conseil d’administration de l’Institut pratique du journalisme, administrateur de l’université Paris-Dauphine et vice-président du Medef-Paris et administrateur du Medef-Ile de France.

## Décoration
En janvier 2011, il est promu officier de la Légion d'honneur.